# Campionato mondiale di motocross 1988
Il campionato mondiale di motocross del 1988, fu la trentaduesima edizione, si disputò su 12 prove dal 17 aprile al 28 agosto 1988.
Al termine della stagione il belga Eric Geboers si è aggiudicato il titolo per la classe 500cc, l'olandese John Van Den Berk si è aggiudicato la 250cc e il francese Jean-Michel Bayle ha conquistato la classe 125cc.

## 500 cc

### Calendario
| Prova | Data      | Gran Premio                   | Località       | Vincitore GP    |
| ----- | --------- | ----------------------------- | -------------- | --------------- |
| 1     | 17 aprile | Gran Premio d'Austria         | Sittendorf     | Dave Thorpe     |
| 2     | 24 aprile | Gran Premio di Svizzera       | Payerne        | Kurt Nicoll     |
| 3     | 8 maggio  | Gran Premio di Svezia         | Sturupsbanan   | Jacky Vimond    |
| 4     | 15 maggio | Gran Premio di Finlandia      | Ruskeasanta    | Eric Geboers    |
| 5     | 5 giugno  | Gran Premio di Germania       | Northeim       | Eric Geboers    |
| 6     | 12 giugno | Gran Premio d'Italia          | Lombardore     | Dietmar Larcher |
| 7     | 26 giugno | Gran Premio degli Stati Uniti | Hollister      | Eric Geboers    |
| 8     | 10 luglio | Gran Premio di Gran Bretagna  | Hawkstone Park | Dave Thorpe     |
| 9     | 17 luglio | Gran Premio dei Paesi Bassi   | Lichtenvoorde  | Eric Geboers    |
| 10    | 24 luglio | Gran Premio di San Marino     | Baldasserona   | Billy Liles     |
| 11    | 7 agosto  | Gran Premio del Belgio        | Namur          | Håkan Carlqvist |
| 12    | 14 agosto | Gran Premio del Lussemburgo   | Ettelbruck     | Kurt Nicoll     |

### Classifica finale piloti
| Pos. | Pilota           | Moto     | Punti |
| ---- | ---------------- | -------- | ----- |
| 1    | Eric Geboers     | Honda    | 333   |
| 2    | Kurt Nicoll      | Kawasaki | 312   |
| 3    | Dave Thorpe      | Honda    | 251   |
| 4    | Kees Van der Ven | KTM      | 212   |
| 5    | Jacky Vimond     | Yamaha   | 185   |
| 6    | Kurt Ljungqvist  | Yamaha   | 168   |
| 7    | Mark Banks       | Honda    | 159   |
| 8    | Billy Liles      | Kawasaki | 154   |
| 9    | Jacky Martens    | KTM      | 148   |
| 10   | Håkan Carlqvist  | Kawasaki | 138   |

## 250 cc

### Calendario
| Prova | Data      | Gran Premio                   | Localitàa         | Vincitore GP       |
| ----- | --------- | ----------------------------- | ----------------- | ------------------ |
| 1     | 17 aprile | Gran Premio di Francia        | Salindres         | Jeremy Whatley     |
| 2     | 24 aprile | Gran Premio di Spagna         | Ibiza             | Michele Fanton     |
| 3     | 1º maggio | Gran Premio d'Italia          | Arsago Seprio     | John Van Den Berk  |
| 4     | 15 maggio | Gran Premio di Cecoslovacchia | Holice            | Roland Diepold     |
| 5     | 22 maggio | Gran Premio di Gran Bretagna  | Asham Woods       | John Van Den Berk  |
| 6     | 29 maggio | Gran Premio del Belgio        | Marche-en-Famenne | Rob Herring        |
| 7     | 19 giugno | Gran Premio di Germania       | Schefflenz        | Pekka Vehkonen     |
| 8     | 26 giugno | Gran Premio di Jugoslavia     | Orehova Vas       | Pekka Vehkonen     |
| 9     | 24 luglio | Gran Premio degli Stati Uniti | Unadilla          | Richard Johnson    |
| 10    | 7 agosto  | Gran Premio del Venezuela     | Maracay           | Pekka Vehkonen     |
| 11    | 14 agosto | Gran Premio d'Argentina       | Cosquín           | Giuseppe Andreani  |
| 12    | 28 agosto | Gran Premio di Svezia         | Tibro             | Gert-Jan Van Doorn |

### Classifica finale piloti
| Pos. | Pilota             | Moto     | Punti |
| ---- | ------------------ | -------- | ----- |
| 1    | John Van Den Berk  | Yamaha   | 315   |
| 2    | Pekka Vehkonen     | Cagiva   | 285   |
| 3    | Rodney Smith       | Suzuki   | 230   |
| 4    | Gert-Jan Van Doorn | Cagiva   | 225   |
| 5    | Jeremy Whatley     | Suzuki   | 194   |
| 6    | Soren Mortensen    | Kawasaki | 170   |
| 7    | Roland Diepold     | Kawasaki | 167   |
| 8    | Peter Johansson    | Yamaha   | 160   |
| 9    | Michele Fanton     | Yamaha   | 159   |
| 10   | Yannig Kervella    | Honda    | 151   |

## 125 cc

### Calendario
| Prova | Data      | Gran Premio                   | Località             | Vincitore GP      |
| ----- | --------- | ----------------------------- | -------------------- | ----------------- |
| 1     | 3 aprile  | Gran Premio d'Italia          | Castiglione del Lago | Jean-Michel Bayle |
| 2     | 10 aprile | Gran Premio del Belgio        | Genk                 | Jean-Michel Bayle |
| 3     | 17 aprile | Gran Premio dei Paesi Bassi   | Mill                 | Dave Strijbos     |
| 4     | 1º maggio | Gran Premio d'Austria         | Schwanenstadt        | Dave Strijbos     |
| 5     | 8 maggio  | Gran Premio di Spagna         | Morón de la Frontera | Jean-Michel Bayle |
| 6     | 15 maggio | Gran Premio del Portogallo    | Águeda               | Dave Strijbos     |
| 7     | 29 maggio | Gran Premio di Cecoslovacchia | Sverepec             | Dave Strijbos     |
| 8     | 12 giugno | Gran Premio di Germania       | Beuern               | Dave Strijbos     |
| 9     | 25 giugno | Gran Premio d'Irlanda         | Killinchy            | Dave Strijbos     |
| 10    | 3 luglio  | Gran Premio di Francia        | Blargies             | Jean-Michel Bayle |
| 11    | 14 agosto | Gran Premio di Finlandia      | Kuopio               | Dave Strijbos     |
| 12    | 28 agosto | Gran Premio di Svizzera       | Ginevra              | Jean-Michel Bayle |

### Classifica finale piloti
| Pos. | Pilota            | Moto   | Punti |
| ---- | ----------------- | ------ | ----- |
| 1    | Jean-Michel Bayle | Honda  | 398   |
| 2    | Dave Strijbos     | Cagiva | 395   |
| 3    | Pedro Tragter     | Honda  | 226   |
| 4    | Alessandro Puzar  | KTM    | 181   |
| 5    | Mike Healey       | Cagiva | 156   |
| 6    | Massimo Contini   | Cagiva | 156   |
| 7    | Corrado Maddi     | Honda  | 151   |
| 8    | Bob Moore         | KTM    | 139   |
| 9    | Alain Iejeune     | Honda  | 139   |
| 10   | Georges Jobé      | Honda  | 132   |